# غازي الريس
غازي محمد أمين الريس (مواليد 23 أغسطس 1935) سفير كويتي متقاعد.

## المسيرة المهنية
- في الفترة من عام 1967 إلى عام 1970 شغل منصب رئيس قسم شؤون المعهد بوزارة الشؤون الخارجية.
- من 1970 إلى 1973 كان مستشارا في السفارة الكويتية في بيروت.
- من 1974 إلى 1980 كان سفيرا في المنامة (البحرين).
- من 12 فبراير 1981 إلى 1991 كان سفيرا في لندن (المملكة المتحدة).
- في الفترة من 1995 إلى 2000 كان سفيرا في بكين.[1]